# Тулеген
Тулеген (каз. Төлеген) — упразднённое село в Мендыкаринском районе Костанайской области Казахстана. Ликвидировано в 2006 году. Входило в состав Алешинского сельского округа. 

## Население
В 1999 году население села составляло 48 человек (23 мужчины и 25 женщин).